# 商業軟體聯盟
商業軟體聯盟（英語：Business Software Alliance，縮寫BSA）是一個由商業軟體公司聯合組成的協會，是一群跨國利益團體組織。在世界各國中，游說政府制定更嚴格的軟體智慧財產權，開放各國軟體市場，以及利用法律手段打擊盜版軟體。常透過獎金獎勵企業員工檢舉企業盜版，或是控告使用盜版的企業或個人。

## 政策
BSA的全球使命是為促進整體產業繁榮發展而積極創造長期的立法與法律環境，並代表其全球會員向各國政府及國際市場發聲。BSA計畫為商業軟體及相關技術打造一個鼓勵創新、發展與競爭的市場。BSA認為，各公司的團結合作對於解決影響創新的重大議題是至關重要的。
BSA認為，促進使用者遵循軟體授權的最重要途徑之一，就是提高公司對於使用未經授權軟體可能帶來的財務以及營運風險的認知。
BSA的主要目標：建立一個活躍、開放且無壁壘的國際市場，讓軟體與硬體產業能夠持續發展並獲得成功。主要做為有：消弭進入市場的非關稅障礙、阻止徵收不合理的網際網路稅收、修改能夠有效降低盜版的相關法律。
BSA政策優先順序包括：
- 保護智慧財產權（著作權、專利權、技術授權）
- 開放市場以實現無障礙的自由貿易
- 資料安全
- 增加在金磚四國及其他新興市場的發展機會
- 軟體創新與選擇
- 電子化政府
- 勞動力與教育

BSA將資源投注於對於軟、硬體產業的發展具有重大影響的議題，其透過調查、研究、媒體宣傳及公共活動來喚起社會大眾對於產業重要議題的關注，鼓勵針對未來和創新展開頗具創見的對話，從而加快解決這些問題並促進計畫的實現。

## 分佈地區
BSA全球總部位於美國華盛頓特區，在全球八十多個國家活動相當積極，其專職員工遍佈於全球11個辦事處：布魯塞爾、倫敦、慕尼黑、北京、新德里、雅加達、吉隆坡、台北、東京、新加坡和聖保羅。

## 組織會員
BSA的會員：
- Adobe
- Akamai
- Apple
- Autodesk
- Bentley Systems
- Box
- Cadence
- CNC Software - Mastercam
- DataStax, Inc.
- DocuSign
- IBM
- Informatica
- MathWorks
- Microsoft
- Okta
- Oracle
- PTC
- Salesforce.com
- Siemens PLM Software, Inc.
- Slack
- Splunk Inc.
- Symantec
- Trend Micro
- Trimble Solutions Corporation
- Twilio
- Workday
- Nemetschek Group

## 相關
- 鴉片軟體
- 自由軟體

## 外部連結
BSA官網
- BSA官網（页面存档备份，存于）

相關報導
- 反盜版 BSA推動企業軟體管理認證 - 自由時報 2008年5月27日
- BSA：盜版率下降可提升經濟成長 - iThome 2008年1月24日
- BSA查盜版 倒楣的多半是小企業 - 2007年11月27日
- BSA：四分之一企業主指示使用盜版軟體 - 2007年11月20日